# No Sleep Records
No Sleep Records war ein 2006 von Chris Hansen gegründetes, US-amerikanisches Independent-Label mit Sitz im kalifornischen Huntington Beach. Es veröffentlichte Alben von Künstlern wie Balance and Composure, La Dispute und The Wonder Years. Es wurden verschiedentlich kostenlose Sampler-Alben im Internet veröffentlicht. Das Label assoziierte sich selbst mit dem veganen Lebensstil und dem wiedererwachten Interesse an Vinyl-Schallplattenverkäufen.

## Geschichte
Das Label wurde 2006 von Chris Hansen gegründet, der zuvor bei Smartpunk und Fearless Records im Versandhandel gearbeitet hatte und dort Erfahrungen sammelte.
Die erste Veröffentlichung von No Sleep war die EP „Our American Cousin“, nach Hansens Meinung „eine gute Indie/Emo-Platte im Stil der 1990er Jahre“. Während der ersten zwei Jahre nach Gründung des Labels war Hansen als Artdirector bei Trustkill tätig und zog anschließend nach Kalifornien, um sich ganz auf die Entwicklung des Labels zu konzentrieren.
Das zweite Studioalbum „The Upsides“ von The Wonder Years (2010) stellte eine bedeutende Veröffentlichung dar und gelangte in die Billboard-Charts. No Sleep richtete aufgrund des großen Erfolgs im Jahr 2010 einen eigenen Vertriebsbereich für Großbritannien und die Europa ein.
Das Label gewann 2011 den Libby Award von Peta2 als „Tierfreundlichstes Plattenlabel“; die meisten Veröffentlichungen des Labels enthalten einen Flyer über den Veganismus.
2012 begann No Sleep als Werbemittel kostenlose Musik anzubieten. Beginnend mit dem Angebot eines Abonnementpakets mit allen aktuellen Vinyl-Veröffentlichungen des Labels, starteten sie verschiedene Initiativen wie u. a. „Free Album Tuesday“ für einige ihrer weniger bekannten Künstler. Die bei No Sleep unter Vertrag stehenden Bands, die an der Warped Tour 2012 teilnahmen, wurden 2012 auf einem Kompilation-Album veröffentlicht, das B-Seiten und Raritäten enthielt.
Zum Record Store Day 2012 eröffnete No Sleep einen Flagship-Store von ihrem Büro in Kalifornien aus, das sie einmal pro Woche öffneten. Der Laden führt Werke von anderen Plattenfirmen wie 6131, Animal Style, Topshelf, Run for Cover, Deathwish Inc., Bridge 9, Youth Conspiracy und Paper + Plastick sowie Bands aus dem amerikanischen Hardcore-Punk und Punkrock. Aufgrund der schleppenden Verkäufe wurde der Laden wieder geschlossen.
Für die Erstpressung des Debütalbums eines Künstlers gab No Sleep in der Regel 1000 bis 1500 Exemplare heraus, entweder auf Compact Disc oder Vinyl. Von einigen Veröffentlichungen wurden auch einige 100 Exemplare gelagert, um sie nach einigen Jahren nach erfolgter Wertsteigerung zu verkaufen.
2024 gab die Firma den Geschäftsbetrieb auf, da sich Eigentümer Hansen neu orientieren wollte.

## Produzierte Künstler (Auswahl)
- Adventures
- Balance and Composure
- Broadway Calls
- The Casket Lottery
- Charmer
- Drug Church
- Early Graves
- Funeral for a Friend
- Hot Mulligan
- In Between
- Koji
- '68
- I Call Fives
- Into it. Over it.
- La Dispute
- Mixtapes
- Moose Blood
- Muskets
- Now, Now
- No Trigger
- Run Forever
- Shai Hulud
- Sainthood Reps
- Stay Inside
- State Faults
- The Felix Culpa
- The Wonder Years
- Touché Amoré
- Allison Weiss
- WSTR
- Xerxes